# دمیترو ایانچوک
دمیترو ایانچوک (اوکراینی: Дмитро Миколайович Янчук؛ زادهٔ ۱۴ نوامبر ۱۹۹۲) ورزشکار اهل اوکراین است.
وی در مسابقات کشوری و بین‌المللی در مجموع برندهٔ ۲ مدال طلا، ۲ مدال نقره، ۶ مدال برنز شده‌است.